# Alelomona
Las alelomonas  o aleloquímicos son compuestos químicos emitidos por una especie que actúan sobre una especie diferente a la del emisor.
Es importante no confundirlas con las feromonas, que actúan sobre la misma especie que la emisora.

## Tipos de alelomonas
Las alelomonas se pueden dividir, en función de quién se “beneficia” del mensaje, en tres grupos: alomonas, kairomonas o sinomonas. 

### Alomonas
Las alomonas benefician al organismo que las emite. Un ejemplo serían las secreciones repelentes en animales, como las de las mofetas, o las sustancias que emiten las plantas carnívoras para atraer a sus presas.

### Cairomonas
Las cairomonas son compuestos químicos cuyo efecto beneficia al receptor.  Por ejemplo, sustancias emitidas por una presa que atraen al depredador.

### Sinomonas
Las sinomonas benefician tanto al receptor como al emisor.
Un ejemplo sería el néctar que atrae a los polinizadores en las flores,  o las sustancias que producen los simbiontes en las micorrizas.